# Alan Everard Montgomery
Sir Alan Everard Montgomery KCVO, CMG (* 11. März 1938) ist ein ehemaliger britischer Diplomat.

## Leben
Alan Everard Montgomery trat 1972 in den auswärtigen Dienst und wurde 1974 als Botschaftssekretär in Dacca, 1977 in Ottawa, 1980 im FCO beschäftigt. 1983 war er Botschaftsrat bei den GATT Verhandlungen und der UNCTAD in Genf.
Von 1992 bis 1995 war er Botschafter in Manila.
Von Juli 1995 bis 2002 war er Hochkommissar (Commonwealth) in Daressalam, Tansania.

## Veröffentlichung
- Allied Policies in Turkey from the Armistice of Mudros, 30th October 1918, to the Treaty of Lausanne, 24th July 1923. Ph.D. dissertation, Univ. of London, 1969. New York, NY. United Church Board for World